# 山州 (唐朝)
山州，中国唐朝时设置的州。
- 唐高祖武德元年（622年）置山州，治所在冈山县（在今越南清化省清化县南境）。下辖冈山县、建初县（在今越南清化省安吉）、真润县（在今越南清化省西南境）、古安县（在今越南清化省西南境）、西安县（在今越南清化省西南境）。唐太宗贞观元年（627年）废，地入爱州。
- 唐睿宗垂拱二年（686年）置山州，治所在龙池县（今广西博白县西南龙潭镇）。辖境约当今广西壮族自治区博白县南部一小部分松旺镇、龙潭镇一带。下辖龙池县、盆山县（今广西合浦县公馆镇）。属岭南道。唐玄宗天宝元年（742年），改山州置龙池郡。唐肃宗乾元元年（758年）复改为山州。唐顺宗永贞元年（805年）废山州。